# Гёянская степь
Гёянская степь (азерб. Gəyan çölü), Гёянская равнина (азерб. Gəyan düzü) — равнина в Джебраильском районе Азербайджана, расположенная между Карабахским хребтом и рекой Аракс. На равнине выращиваются пшеница, виноград и другие культуры. Территория также используется как зимнее пастбище.

## География
Равнина имеет уклон в направлении реки Аракс, высота равнины колеблится от 250 до 800 м. Равнина сложена из песка, супеси и гравия антропогенной системы. Ландшафт составлен полупустынями и сухими степями.